# Giochi sudamericani sulla spiaggia
I Giochi sudamericani sulla spiaggia (in spagnolo Juegos Suramericanos de Playa; in portoghese Jogos Sul-Americanos de Praia) sono una manifestazione sportiva multi-disciplinare, a cadenza triennale, a cui partecipano le nazioni dell'America meridionale. Sono organizzati dalla Organización Deportiva Sudamericana (ODESUR).
La prima edizione è stata disputata nel 2009 a Montevideo, in Uruguay.

## Edizioni
| Edizione | Anno | Città ospitante | Nazione   | Inizio                         | Fine                           | Paesi                          | Atleti                         | Sport                          | Vincitrice                     | Note |
| -------- | ---- | --------------- | --------- | ------------------------------ | ------------------------------ | ------------------------------ | ------------------------------ | ------------------------------ | ------------------------------ | ---- |
| I        | 2009 | Montevideo      | Uruguay   | 3 dicembre                     | 13 dicembre                    | 15                             |                                | 10                             | Brasile                        |      |
| II       | 2011 | Manta           | Ecuador   | 2 dicembre                     | 12 dicembre                    | 10                             | 675                            | 10                             | Brasile                        |      |
| III      | 2014 | Vargas          | Venezuela | 14 maggio                      | 24 maggio                      | 14                             | 1 200                          | 10                             | Venezuela                      |      |
| -        | 2015 | Pimentel        | Perù      | Cancellati dal Governo locale. | Cancellati dal Governo locale. | Cancellati dal Governo locale. | Cancellati dal Governo locale. | Cancellati dal Governo locale. | Cancellati dal Governo locale. |      |
| IV       | 2019 | Rosario         | Argentina | 14 marzo                       | 23 marzo                       | 14                             |                                | 13                             | Argentina                      |      |

## Medagliere
| #      | Nazione   | Oro | Argento | Bronzo | Totale |
| ------ | --------- | --- | ------- | ------ | ------ |
| 1      | Brasile   | 41  | 27      | 22     | 90     |
| 2      | Argentina | 39  | 44      | 38     | 121    |
| 3      | Perù      | 21  | 5       | 9      | 35     |
| 4      | Venezuela | 15  | 31      | 22     | 68     |
| 5      | Ecuador   | 14  | 9       | 10     | 33     |
| 6      | Colombia  | 8   | 9       | 13     | 30     |
| 7      | Cile      | 7   | 7       | 19     | 33     |
| 8      | Uruguay   | 2   | 9       | 10     | 21     |
| 9      | Paraguay  | 1   | 5       | 5      | 11     |
| 10     | Aruba     | 0   | 2       | 1      | 3      |
| Totale | Totale    | 148 | 148     | 149    | 445    |

## Discipline
| Sport o disciplina | I | II | III | IV |
| ------------------ | - | -- | --- | -- |
| Beach handball     | X | X  | X   | X  |
| Beach rugby        | X | X  | X   | X  |
| Beach soccer       | X | X  | X   | X  |
| Tennis da spiaggia |   |    | X   | X  |
| Beach volley       | X | X  | X   | X  |
| Nuoto di fondo     | X | X  | X   | X  |
| Vela               | X | X  | X   | X  |
| Surf               | X | X  | X   | X  |
| Triathlon          | X | X  | X   | X  |
| Sci nautico        | X | X  | X   | X  |